# Scialpi (album)
Scialpi è il terzo album in studio del cantante Scialpi, pubblicato nel 1986 dalla RCA.
Con il brano No east, no west l'artista partecipa al Festival di Sanremo 1986 nella Sezione Big, classificandosi al sedicesimo posto.

## Tracce
Lato A
1. In solitudine (L. Macchiarella, Scialpi, S. Vitale)
2. I ragazzi della mia città (H. Bogdanovs, F. Migliacci)
3. Sotto tiro (Movie maker) (L. Macchiarella, P. Steffan)
4. Amici (F. Migliacci, Scialpi, S. Vitale)

Lato B
1. No east, no west (F. Migliacci, Scialpi, S. Vitale)
2. La corsa (H. Bogdanovs, L. Macchiarella)
3. Cry (La voce dentro) (F. Migliacci, Scialpi, G. Ferrarin, R. Zaneli)
4. Sta scoppiando il mondo (H. Bogdanovs, F. Migliacci)
5. Je suis l'amour (F. Migliacci, L. Gane, F. Barbato) (feat. Dalila Di Lazzaro)

## Formazione
- Scialpi – voce, cori
- Salvatore Vitale – chitarra, cori
- Marco Colucci – tastiera, programmazione
- Derek Wilson – batteria
- Guido Podestà – fisarmonica
- Marco Rinalduzzi – chitarra
- Claudio Pizzale – sax, lyricon
- Douglas Meakin, Fulvio Mancini, Roberto Stafoggia – cori